# بارتوشوویتسه
بارتوشوویتسه (به چکی: Bartošovice) یک منطقهٔ مسکونی در جمهوری چک است که در ناحیه نووی ییتشین واقع شده‌است. بارتوشوویتسه ۲۴٫۱۴ کیلومتر مربع مساحت و ۱٬۶۸۳ نفر جمعیت دارد و ۲۴۷ متر بالاتر از سطح دریا واقع شده‌است.